# العمل القذر (رواية براون)
العمل القذر هي الرواية الأولى للكاتب الأمريكي لاري براون. نُشرت الرواية لأول مرة عام 1989 بواسطة دار نشر كتب ألجونكوين وحصلت على جائزة معهد ميسيسيبي للفنون والآداب للرواية. وأدرجتها صحيفة الولايات المتحدة الأمريكية اليوم في قائمتها السنوية لأفضل الأعمال الخيالية المنشورة خلال العام (1989).

## الخلفية
قبل أن يكتب وينشر روايته الأولى ديرتي وورك في عام 1989 كتب براون خمس روايات "مهجورة" أشعل النار في واحدة منها ودمرها وفقًا لزوجته ماري آني براون:
"شاهدته يحرق رواية" ثم قالت: "خضنا واحدة من أسوأ مشاجراتنا حول كتاباته عندما قرر أن "العمل القذر" غير جيد وأنه سيحرقه. في تلك المرة حسمت أمري وقلت له إنه عمل بجد، وعملت بجد أكثر من اللازم، وأنه لن يحرق ذلك الكتاب."

مع أنه يُطلق عليه أحيانًا اسم "رواية حرب فيتنام" إلا أن براون ذكر أن نيته في كتابة ديرتي وورك كانت:
“كتابة كتاب يتناول عواقب الحرب والأضرار التي لحقت بجنديين أكثر من الحرب نفسها. أردتُ أن أُظهر ما يحدث لهما الآن لا ما حدث لهما آنذاك."

تخرج براون من المدرسة الثانوية عام 1969 وانضم إلى سلاح مشاة البحرية عام 1970 -أثناء حرب فيتنام- لكنه لم يُنشر ولم يُصب بأذى. وبعد نشر كتابه "العمل القذر" كان يُسأل كثيراً عن كيفية تأليف كتاب من وجهة نظر المحاربين القدامى المعوقين. وفي مقابلة مع كاي بونيتي قال براون أن:
“في الواقع شخصيات رواية "العمل القذر" مستوحاة من بعض جنود مشاة البحرية الذين التقيتهم في أوائل السبعينيات في فيلادلفيا حيث كنتُ متمركزًا -رجالٌ كانوا على كراسي متحركة فقدوا أذرعهم وأرجلهم- وقدّموا تضحياتٍ جسيمة أيضًا... الرواية كلها عملٌ خياليٌّ نابعٌ من إعجابي الشديد بهؤلاء الرجال الذين التقيتهم.

يذكر كاتب سيرة براون أنه أراد "الكتابة عن الآثار المترتبة على الحرب... ويرجع ذلك إلى حد كبير إلى أن والده قد تضرر بشدة بسبب السنوات الأربع التي قضاها في سلاح المشاة خلال الحرب العالمية الثانية". وإلى جانب والده نوكس براون الذي يروي ذكرياته المؤلمة عن خدمته في الحرب العالمية الثانية تذكر براون الاستماع إلى المحاربين القدامى الذين خدموا في فيتنام وهم يروون قصصهم الخاصة في الحانات التي ذهب إليها براون أثناء خدمته.
في مرحلة ما يعترف براون: "كنت أعرف كل ما أحتاج لمعرفته عن الأسلحة نتيجة لتدريبي وتحدثت مع عدد كافٍ من مشاة البحرية الذين كانوا في القتال لأكتشف كيف كان الوضع هناك هذا كل ما تحتاجه. عليك فقط أن تخترع الباقي."
وفي وقت لاحق أعاد براون النظر في محنة أحد المحاربين القدامى المتضررة -وآثارها طويلة المدى على الأسرة والأصدقاء والمجتمع- بناءً على شخصية فيرجيل ديفيس في روايته "الأب والابن" التي صدرت عام 1996.

## ملخص القصة
تدور أحداث الرواية على مدار يوم وليلة -فترة أقل من يومين- في مستشفى في إيه. حيث قُبل والتر جيمس وهو من قدامى المحاربين البيض في حرب فيتنام للتو. وأعيد بناء وجهه بالكامل بعد أن أصيب بجروح خطيرة. ونتيجة لاختراق جزء من الرصاصة دماغه يعاني جيمس أيضًا من فقدان الوعي والدوار.
يلتقي برايدن تشاني وهو رجل أسود فقد ذراعيه وساقيه بسبب إطلاق النار في حرب فيتنام. ولقد كان في مستشفى في إيه لمدة 22 عامًا. الرواية مبنية على نمط تدفق الوعي ويدور الكثير منها داخل عقل برايدن. فهو يبني تخيلات معقدة أغلبها يتعلق بكونه ملكًا في أفريقيا للهروب من محنة حالته الجسدية.
معظم الرواية مبنية على حوار بين الرجلين. يحكي كل منهما للآخر قصصه الخاصة معظمها خلال ليلة واحدة بينما يشربان البيرة ويدخنان الحشيش الذي هربته أخت برايدن إلى المستشفى من أجله.

## المواضيع
وفقًا لكاتب سيرة براون فإن بعض موضوعات كتاب ديرتي وورك تتضمن: (1) موقفه المناهض للحرب. (2) نظرة العلاقات العرقية. و(3) معنى "المسيحية الحقيقية".
على مستوى معين ربما يمكن النظر إلى فيلم ديرتي وورك باعتباره محاولة لتفسير مفارقة الشر في عالم خلقه إله قادر على كل شيء. وقد أجرى برايدن عدة محادثات مع يسوع أثناء الرواية. ويترك للقارئ أن يقرر ما إذا كانت هذه خيالات أم محادثات حقيقية. فعندما سُئل براون نفسه عن هذا أجاب: "ينزعج بعض الناس من هذا المشهد. ويريدون معرفة ما إذا كان المشهد يحدث بالفعل. هل يسوع موجود بالفعل أم أنها رؤيا أم شيء ما في ذهن برايدن؟ بصراحة لا أعرف."
تقول مراجعة مجلة ثيولوجي توداي للرواية:
روحانية هؤلاء المحاربين القدامى في "العمل القذر" ناضجة وناقدة لذاتها صقلها كفاح مستمر وطهرتها دموع التعاطف. إنها دليل على تلك الموهبة النادرة وشجاعة مواجهة الحقيقة الكاملة عن الحياة والحب (ما أسماه جيمس بالدوين "قوانين الحياة المروعة") مع إغراءات الثقافة والدين الدائمة لتجاهل هذه الحقيقة.

تستعير حبكة الرواية أحداثها من رواية أحدهم طار فوق عش الوقواق والتي أشير إليها في الرواية. ففي النهاية يتمكن برايدن بمساعدة أخته من إقناع والتر بقتله. ولقد أراد إنهاء حياته لسنوات. وتختتم الرواية بهذا الحدث ويقول والتر في تأمل: "لقد عرفت أن يسوع بكى في مكان ما".